# Нижний посад (Нижний Новгород)
Нижний посад (в XVIII—XIX веках — Нижний базар) — исторический район в центре Нижнего Новгорода. Возник как торгово-промысловый посад вокруг старинного нижегородского торга в устье реки Почайны, известного с 1343 года. Наряду с Нижегородским кремлём, считается старейшим заселённым районом города.

## Расположение
Расположен в историческом центре Нижнего Новгорода (Нижегородский район). Занимает прибрежную полосу у подножья Дятловых гор, на слиянии рек Волги и Оки. Исторически посад развивался между рекой и откосом, от Волжского откоса (Чкаловской лестницы) до территории Благовещенского монастыря.      

## История

### XIII — XVI вв. Торг и посад

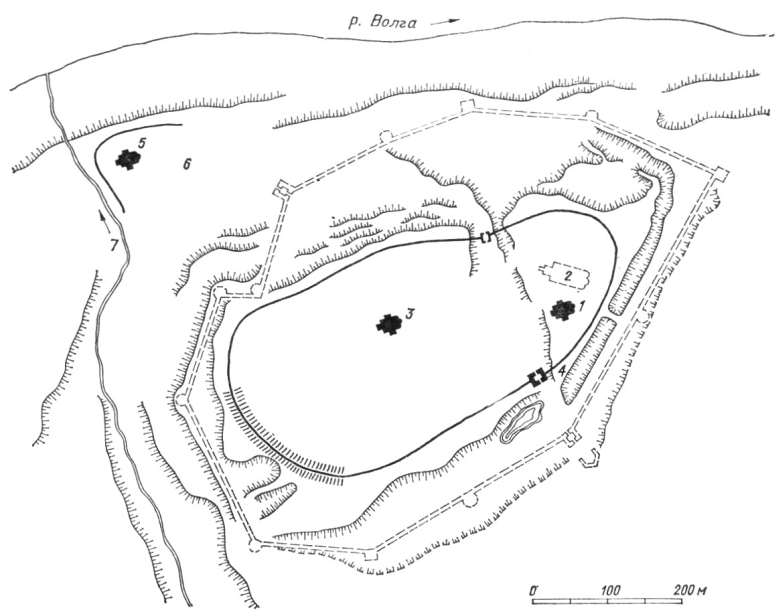
План нижегородского детинца XIII — XIV вв. 5 — церковь Николая Чудотворца (1371); 6 — торг; 7 — река Почайна

Заселение территории относят к времени основания Нижнего Новгорода в XIII веке. Здесь у речных пристаней располагался главный нижегородский торг (рынок). Строительство пристаней и торга с его постройками, предположительно, можно отнести ко времени возведения первого нижегородского детинца, то есть к 1221 году.               
По русским летописям известно, что уже к началу XIV века Нижний Новгород был крупным городом, в котором существовало боярство и значительное торгово-ремесленное население, создавшее своё вечевое правление: в 1305 году в городе вспыхнуло восстание посадских людей против бояр умершего князя Андрея Александровича Городецкого, который в борьбе с братом Дмитрием за Владимирский престол привлекал татарские войска, что вело к разорению русских земель.
Значение торга постепенно увеличивалось по мере того, как Нижний Новгород превращался в важнейший торгово-перевалочный пункт на водных путях из русских земель в Золотую Орду и Восток. При Суздальско-Нижегородском великом князе Дмитрии Константиновиче Нижний Новгород «вошёл в число самых крупных русских городов». 
При Узбек-хане Золотая Орда официально принимает ислам и в неё устремляются мусульманские купцы из Средней Азии, Персии, Индии и Египта. Волжский путь становится важной транспортной артерией и в Нижний Новгород за восточными товарами начинают приезжать новгородские купцы. Из «Летописца о Нижнем Новгороде» известно, что у нижегородского причала останавливались многочисленные торговые суда: «кербаты и лодии и оучаны и павозкы и стругы». Там же содержаться сведения о нападении на город новгородских ушкуйников, которые перебили множество купцов, среди которых были татары, бесермены (булгары) и армяне.
Нижегородский торг впервые упоминается в «Рогожском летописце» под 1343 годом. Согласно летописцу, между князьями Семёном Ивановичем и Константином Васильевичем Суздальским произошёл спор о княжении над Нижнем Новгородом. Нижегородские и городецкие бояре поддержали Семёна Ивановича и вместе с ним отправились в Орду, где потерпели поражение и ярлык на княжение отошёл к Константину. Бояр выдали князю в Нижний Новгород, который приказал лишить их имений и казнить «по торгу водя». 
В 1371 году при Дмитрии Константиновиче на торгу была построена каменная церковь во имя святого Николая Чудотворца. Строительство каменного храма свидетельствовало о значении торга для города и предполагало проживание на данной территории немалого населения. Церковь стояла на устье Почайны, на месте современного дома № 13 по Рождественской улице. Фундамент её алтаря, покоившийся на огромных булыжниках, был обнаружен в 1967 году, при рытье котлована для пристройки к зданию Дома моделей. Для обеспечения торговли, вверх по Волге и Оке суда тянули бурлаки с помощью толстой верёвки (бечевы). Бечева (бечевник, бурлацкая тропа) в районе торга, совпадавшая с направлением современной Рождественской улицы, впервые упомянута в источниках под 1371 годом, в связи с постройкой храма.
В 1408 году Нижний Новгород был разгромлен и сожжён Едигеем. По этой причине в XV веке пришли в запустение некоторые ранее заселённые районы города: территория посада на горе, в районе современной площади Минина и Пожарского, застройка на Ильинской горе в Започаинье. С этого времени термин посад, появившийся в официальном летописании в XVI веке, стал применяться только к нижней прибрежной части города: в летописях XVI века о Нижнем Новгороде «посад» появляется дважды и в обоих случаях обозначает исключительно Нижний посад. 
В начале XVI века причалы и бечева, на участке, примыкавшем к новому каменному кремлю, были защищены деревянным острогом (Большой острог), внутрь которого был заключён посад. Ядром посада являлось прибрежное подножье Дятловых гор — территория современной Рождественской улицы и местность вокруг неё. Посад занимал земли от Гремячева ручья на западе (территория сегодняшнего Квасного переулка) до Пятницкого ручья (на месте современной Чкаловской лестницы), где был основан Пятницкий монастырь с «Церковью святые мученицы Пятницы на посаде на берегу».   
Из описания крупного пожара 1531 года известно, что посад в это время состоял из 1400 дворов, множества торговых лавок и амбаров. Пространственными ориентирами служили храмы, из которых известны: Рождества Богородицы (1520), Козьмы и Дамиана (1531), Николы (1371), Праскевы Пятницы (1531). Ещё одной достопримечательностью посада являлся Зачатьевский монастырь (1355—1366).

### XVII век. Нижний посад

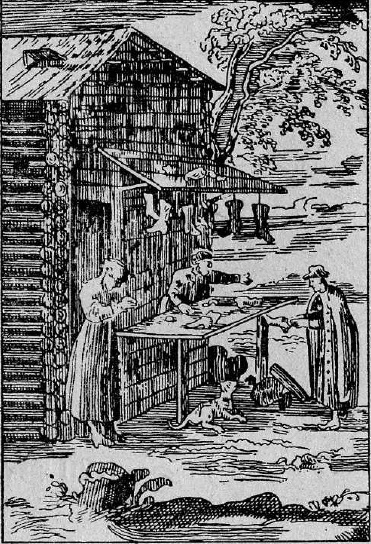
Торговля обувью на нижегородском торге. Гравюра Адама Олеария. Середина XVII века

С начала XVII века в летописании появляется термин Нижний посад (в противоположность вновь заселённому Верхнему посаду). Площадь в районе древнего торга связывают с событиями Смутного времени, когда земской староста Кузьма Минин, избранный на эту должность в начале сентября 1611 года, начал призывы к освободительной борьбе среди посадских людей против польской интервенции. Воззвание Минина на паперти церкви Иоанна Предтечи — историографический миф. Не сохранилось достоверных сведений о месте и времени призыва Минина к нижегородцам. 
В 1618 году между храмами и бечевой, вдоль берега Волги, боярином Б. М. Лыковым был построен деревянный частокол Нового острога. Его конфигурация была подробно описана в Писцовой книге 1621/22 годов, из которой также известно о сформировавшейся к этому времени системе улиц Нижнего посада. От ворот Нового острога, мимо храма Козьмы и Дамиана шла Большая Космодемьянская улица, выходившая к торгу. К церкви Иоанна Предтечи поднималась Ивановская улица. Большая улица, ведшая к Зачатьевскому монастырю, примерно совпадала с современной Кожевенной. Рядом с острожной стеной по берегу шла Бережная улица. Она продолжалась и в верхнем конце, где параллельно ей шла Верхняя Большая улица, подходившая к старой Рождественской церкви (со временем улица получила название Рождественской).
Центром Нижнего посада по прежнему выступал торг — торговые ряды, прилегавшие с обеих сторон к современной улице Широкой. В Писцовой книге было перечислено 24 ряда: большой, ветошный, горшечный, женский, житный, иконный, калачный, колпачный, коробейный, корельский, красильный, крупяной, лоточный, луковый, москотильный, мыльный, мясной, подошвенный, рыбный, сапожный, солодяной, соляной, хлебный и холщёвый. Рядом с торгом, ближе к Волге была разбита Таможенная площадь, на которой стояли здания таможни, гостиного двора, земской избы и Никольская церковь. К району торга тяготели и три, из четырёх имевшихся в городе, государевых кабацких двора.
Вторым после торга освоенным районом посада стало Зарядье (название появилось из-за расположения — выше по реке Почайне по отношению к рядам торга), сформировавшееся к середине XVII века. Позднее начинает складываться застройка к востоку от торга, в границах современных улиц Кожевенной, Магистратской, Рыбного и Кожевенного переулков. Здесь, помимо жилых домов, располагались скотобойни и архиерейские рыбные садки. На данной территории, вдоль Бережной улицы, к середине XVII века возникло четыре монастырских подворья: Троице-Сергиевское, Спасо-Евфимиевское, Покровское и Симоново — бывшие торгово-промысловыми центрами. Рядом были выстроены церковь Покрова, церковь Бориса и Глеба и Ямской двор.
С середины XVII века в Нижнем Новгороде были развёрнуты крупные работы, связанные с перестройкой деревянных церквей в каменные. Многие из них строились на средства богатых нижегородских купцов, таких как Семён Задорин, Афанасий Олисов, Григорий Строганов, Яков Пушников и др. Первыми перестраивались церкви в самом оживлённом районе города — на торгу: Троицкая (1663), Казанская (1687), Предтеченская (1683) и новая Борисоглебская (точная дата не установлена). В 1655 году возведена каменная Рождественская церковь на Торгу.
Насыщенность территории посада торговыми и складскими помещениями приводила к постоянным опустошительным пожарам, периодически уничтожавшим преимущественно деревянную застройку района. Крупные пожары зафиксированы в 1617, 1618, 1665, 1683, 1685 годах.

### XVIII век. Нижний базар

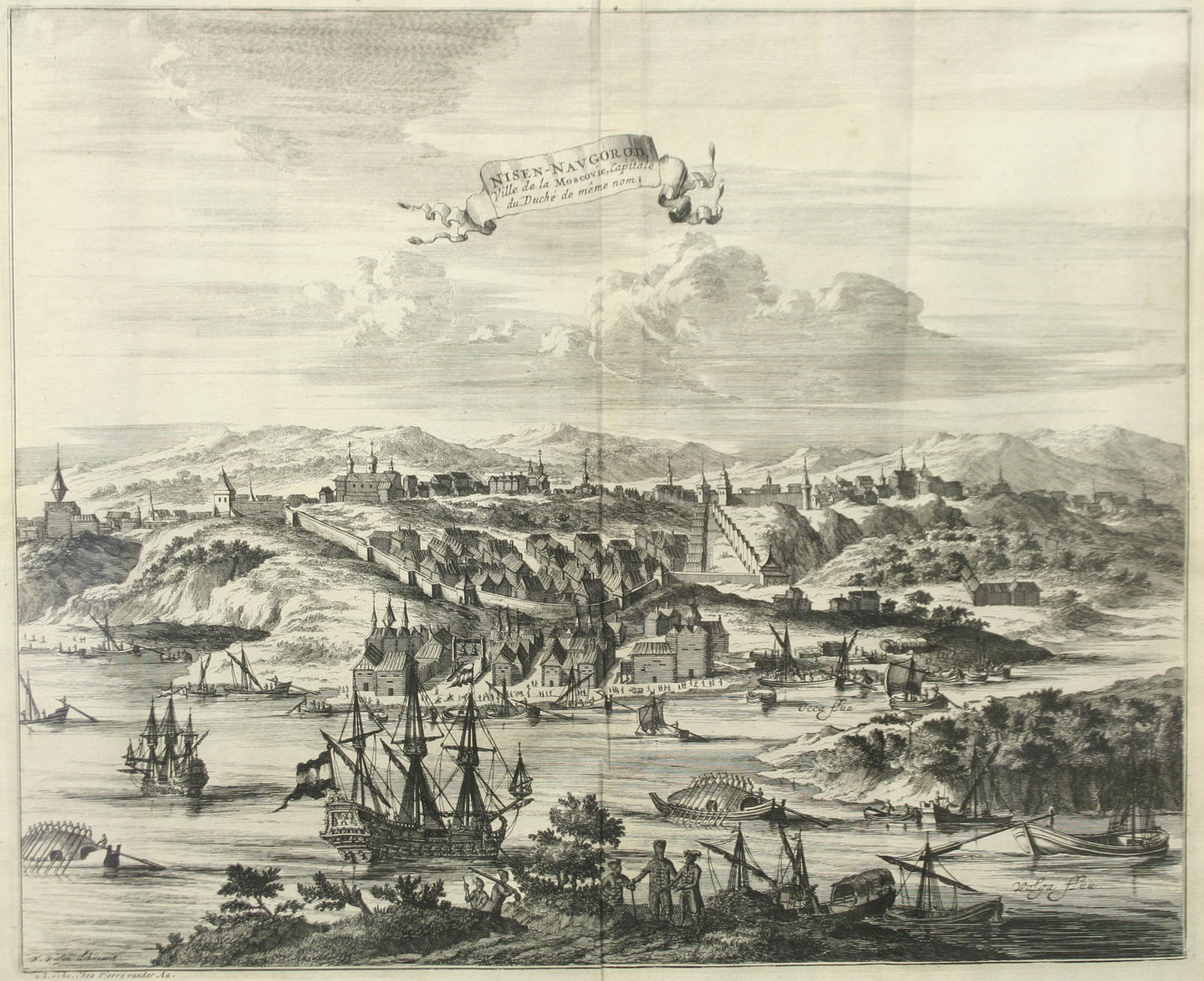
Нижегородский кремль и Нижний базар в 1727 году. Иллюстрация из собрания издателя Питера ван дер Аа.

С XVIII века Нижний посад именовался Нижним базаром (название использовалось и в XIX веке). Переименование было связано с тем, что к концу XVII века Нижний Новгород стал одним из крупнейших торговых центров Русского государства, а с введением государственной монополии на торговлю солью в 1705 году выполнял функцию центрального складочного места данного товара. 
Первая половина XVIII века ознаменовалась значительным переустройством Нижнего базара. Здесь впервые появляются каменные административные и жилые здания, а также новые церкви, чему способствовали продолжавшиеся частые пожары. Особое значение имел Большой пожар 1715 года, после которого все храмы города были отстроены в камне. На Нижнем базаре в первой четверти XVIII века были возведены: Живоносновская церковь (1702), Никольская на Торгу (1715) и Спасская (1710). В 1719 году завершается строительство одного из главных памятников Строгановской архитектурной школы — Рождественской (Строгановской) церкви.
В середине XVIII века на Нижнем базаре были возведены наиболее крупные в городе общественные сооружения, связанные с торговой деятельностью. Вместе с существовавшими каменными культовыми постройками и купеческими амбарами они существенно изменили архитектурный облик района торга, образованного в основном низкой деревянной застройкой, и способствовали большей регулярности планировки. К ним относились: Соляная контора, построенная в 1753 году на Космодемьянской улице (арх. В. С. Обухов); корпус винного подвала, занимавший значительный участок в целый квартал по Живоносновской улице; и здание магистрата, располагавшееся вблизи берега Волги и фиксировавшее центр торговой зоны рядом с церковью Николая Чудотворца.         
28 июля 1768 года загорелся кабак, стоявший на берегу Оки при устье Гремячего ручья. Огонь быстро распространился по территории Нижнего базара, сгорело 347 домов, здание магистрата, соляная контора, храмы. Была уничтожена почти вся застройка посада. Пожар ознаменовал новый этап переустройства данной территории. Офицерами гарнизона был снят первый план Нижнего Новгорода, в котором было отмечено, что на Нижнем базаре к этому времени существовало две основных улицы: Космодемьянская (от торга до Рождественского ручья) и старая Рождественская (от Рождественского ручья до Гремячего). При этом, они не составляли единую линию.
После опустошительного пожара 1768 года в Комиссии о каменном строении Санкт-Петербурга и Москвы под руководством академика А. В. Квасова в 1770 году был выполнен первый регулярный план застройки Нижнего Новгорода, утверждённый самолично императрицей Екатериной II. Тем не менее, он оставался на бумаге, пока первый губернский архитектор Я. А. Ананьин не привязал его к местности в 1782 году. В результате была проложена новая линия Рождественской улицы, но и прежняя улица ещё какое-то время сохранялась, о чём свидетельствую архивные документы 1803 года, в которых упоминаются Рождественская и Старая Рождественская улица.
В конце XVIII века район торга был кардинально перестроен с внедрением квартальной застройки. Торговая зона приобрела ярко выраженную линейную структуру, планировочной осью же выступала вновь прокладываемая Рождественская улица. Главными сооружениями выступали два корпуса Нижнепосадского гостиного двора, поставленных по одной линии. Параллельно им противоположную сторону улицы формировали несколько одноэтажных торговых корпусов, протянувшихся вдоль берега Волги почти на 300 м. Весной 1784 года корпуса гостиного двора были отделаны и в них началась торговля.

### XIX век. Торгово-финансовый центр

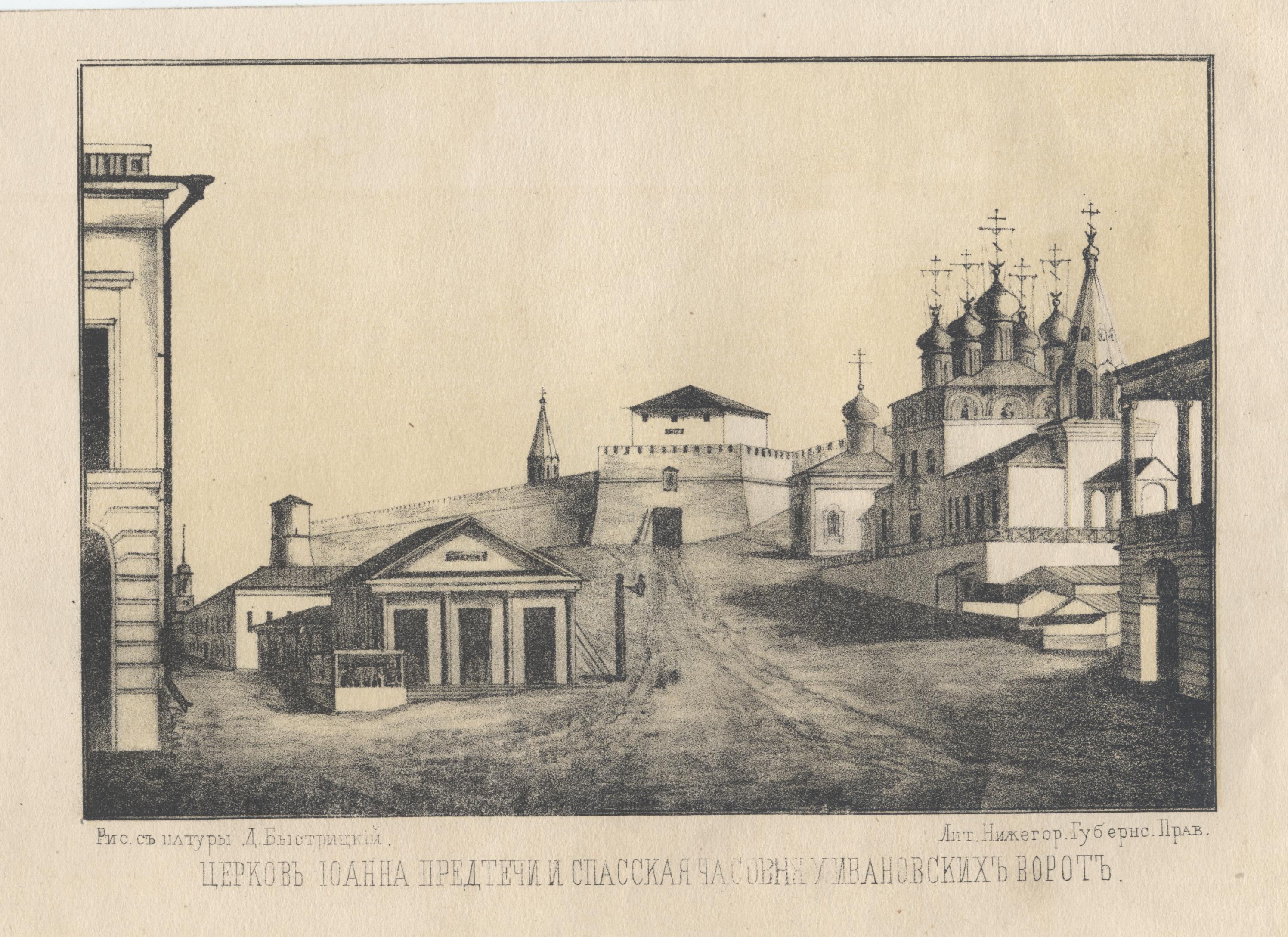
Район торга. 1850-е годы.

Новая страница в истории Нижнего посада началась в 1817 году, после переноса в Нижний Новгород Макарьевской ярмарки. Комплекс ярмарочных зданий возводился под руководством А. А. Бетанкура, прибывшего в город в июле 1817 года. Ярмарочные торговцы начали застраивать посад деревянными складами, что привело к росту пожароопасности. В мае 1819 года большая часть района выгорела, было уничтожено 94 домовладения. Тогда Бетанкуром был разработан регулярный план реконструкции Нижнего посада с определением мест каменных и деревянных строений.
В первой половине XIX века кардинально изменился облик нижегородского торга. На основании генеральных планов Нижнего Новгорода 1804, 1824 и 1839 годов здесь образовалась новая регулярная планировка с делением на кварталы, свойственная периоду русского классицизма. Торговая зона была значительно расширена и занимала территорию вдоль волжского берега шириной около 150 м и длиной более 400 м. Планировочную структуру составили главные магистрали: вновь пробитая Рождественская улица, её продолжение — Верхняя Живоносновская улица, а также Магистратская и Торговая улицы. После пожара 1819 года были перестроены корпуса гостиного двора. Остальные кварталы занимали частные домовладения. Застройка торга исключительно каменными зданиями, характерной чертой которых было наличие торгового первого этажа, растянулась на 1820-е — 1840-е годы. Около Ивановского съезда был организован Посадский рынок с деревянными лавками — самая оживлённая часть торга в тот период.
Главной магистралью Нижнего посада в первой четверти XIX века становится вновь проложенная Рождественская улица. С открытием ярмарки по улице потянулись обозы в сторону наплавного (плашкоутного) моста через Оку, ежегодно наводившемуся с 1817 года. Для того, чтобы на подходе к нему не было заторов, губернатор С. А. Быховец распорядился расширить улицу (в начале XIX века она была в два раза уже современной). После разработки плана города А. А. Бетанкуром была определена существующая и сегодня красная линия Рождественской улицы, закреплённая в плане города 1824 года. Одновременно Бетанкур спроектировал продолжение улицы до Ивановской башни кремля — был заложен Ивановский съезд. Фактически, Рождественская улица в этот период стала продолжением Нижегородской ярмарки и начала застраиваться гостиницами и торговыми конторами.
В первой половине XIX века вблизи от устья реки Почайны, по левому берегу, возник небольшой посёлок Почайна, полностью уничтоженный пожаром в 1850 году. После этого данная местность долгое время была заброшена, а с 1880-х годов сюда от церкви Иоанна Предтечи были перенесены ряды ветошного рынка, получившего название «Балчуг». Выше рынка возник участок промышленной застройки (завод Ермолаевых). В 1836 году начались работы по строительству Нижне-Волжской набережной. Для выравнивания её поверхности была проведена искусственная подсыпка берега, а чтобы грунт не уносило паводком, искусственно сформированный склон укрепили бутовым камнем.  
Таким образом, с середины 1830-х по 1850-е годы, на основе «высочайше повеленных» общегородских градостроительных преобразований, складывается существующая и в наши дни планировочная структура Нижнего посада: в середине Рождественской улицы возникает небольшая площадь, получившая название Софроновской (по дому известного купца Софронова), проектируется Нижне-Волжская набережная, формируются Нижняя Благовещенская площадь, Нижняя и Верхняя Живоносновские улицы, Магистратская улица, Рыбный, Успенский переулки и др. Благодаря прокладке Зеленского и Похвалинского съездов Нижний посад получил удобную связь с нагорными районами города.

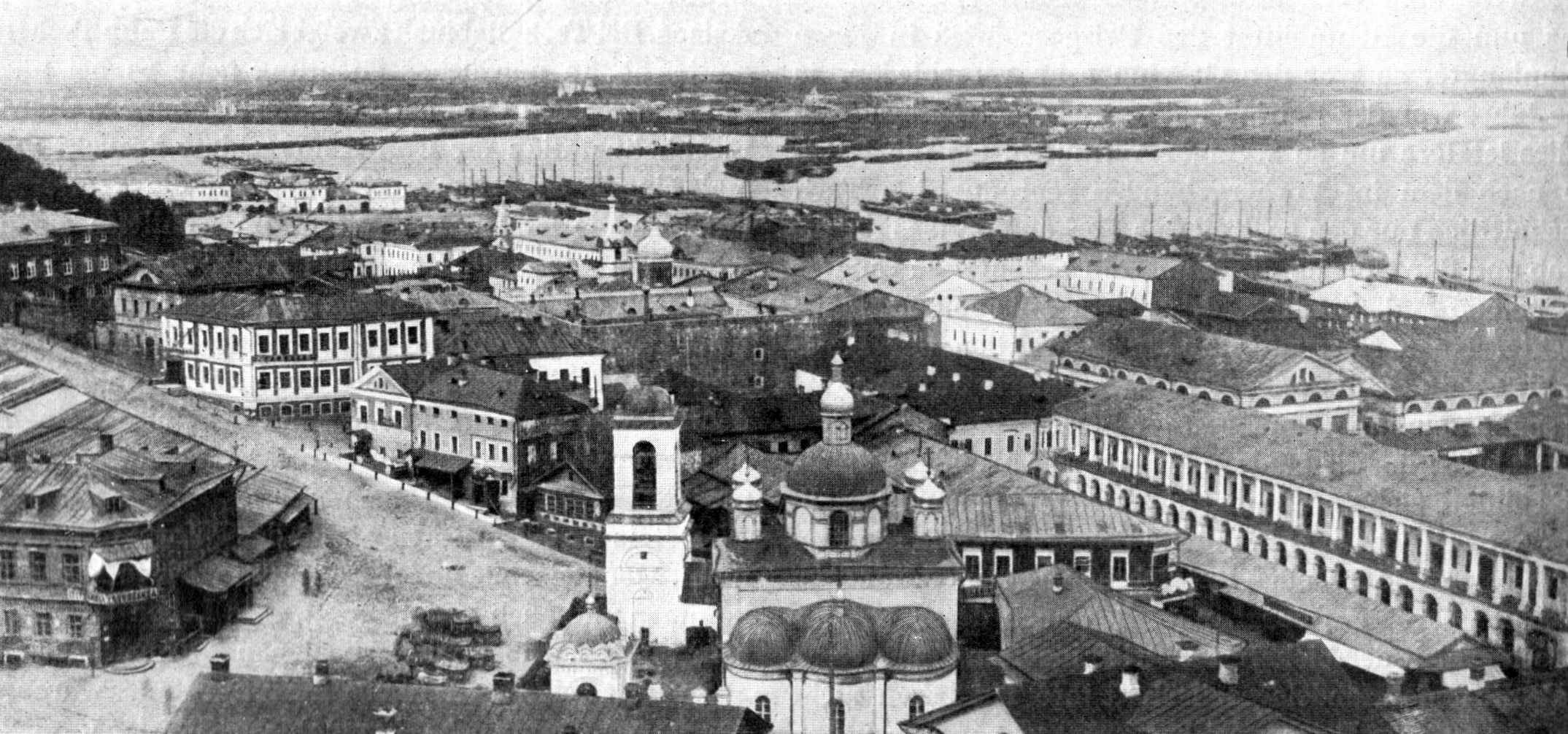
Нижний базар. Начало 1900-х годов

Во второй половине XIX века значительно изменился архитектурный облик всего района Нижнего базара. С 1860-х годов торговые здания стали формировать застройку Нижне-Волжской набережной. В последней четверти XIX века вдоль неё, особенно на отрезке от Софроновской площади до гостиного двора, сложилась сплошная фасадная линия двухэтажных зданий, своим появлением в большой степени обязанная Нижегородской ярмарке. К концу XIX века фронт застройки набережной растянулся до окского моста и составлял почти 1 км. Центр Нижнего базара в этот период переместился из района торга к территории Софроновской площади, где были сосредоточены наиболее важные постройки: биржа, гостиница М. Дегтярёва, новая Козьмодемьянская церковь и доходные дома Блиновых и Бугровых.
Рождественская улица в этот период стала сосредоточием магазинов, торговых лавок, складов, гостиниц, трактиров и ресторанов, банков и различных контор. На ней располагались ломбард, биржа, три типографии. Трактиры и гостиницы тяготели к району гостиного двора. Восточная часть улицы около гостиного двора была местом сосредоточия банковских учреждений (к началу XX века здесь были размещены шесть банков).
На конец XIX века пришлись важные преобразования в благоустройстве и инженерном оборудовании территории Нижнего базара, связанные с проведением Всероссийской промышленной и художественной выставки 1896 года. Для удобства перемещения посетителей фирма «Сименс и Гальске» построила трамвайную линию от главного входа Всероссийской выставки, мимо Московского вокзала и Ярмарки через Окский плашкоутный мост. Фирма Гартмана проложила две отдельные трамвайные линии в верхней части города: одну из них по Рождественской улице, вторую — «на горе». Для соединения линий были возведены два пассажирских фуникулёра (на тот момент именовались «элеваторами») в начале и в конце улицы — у Ивановской башни и Похвалинского съезда. Для обеспечения сооружений током по проекту архитектора П. П. Малиновского была построена электростанция на Алексеевской (Нижней Благовещенской) площади. От неё же шло питание для электрического освещения улицы. На главной Софроновской площади был разбит регулярный сквер с фонтаном.

### XX век. Советский период

Сквер на месте снесённого гостиного двора. 1958 год

В советский период существенно изменилась система архитектурных доминант района. Были утрачены или существенно перестроены практически все храмы (за исключением Рождественской церкви): снесены комплексы Казанского и Никольского храмов, Троицкая, Живоносновская, Козьмодемьянская церкви, православная часовня Абабковского Николаевско-Георгиевского монастыря и здание католического костёла.
В 1920-е годы, в период НЭПа, Рождественская улица стала известна, как центр кооперации. Бывшие купеческие доходные дома заняли различные конторы кооперативных учреждений, а также государственных трестов и синдикатов. В 1930-е — 1950-е годы улица была известна в основном швейными предприятиями и ателье, возникшими на базе пошивочных мастерских, эвакуированных из Варшавы в 1915 году в период Первой мировой войны. Нижне-Волжская набережная была кардинально реконструирована, залита бетоном, а её площадь значительно расширена за счёт намывки берега и сооружения нижнего яруса.
После сноса корпусов гостиного двора новое оформление получает участок бывшего торга на стыке Рождественской улицы и Зеленского съезда. В 1954 году здесь был разбит сквер с фонтаном.  
В 1960-е годы новое оформление получила площадь Маркина (бывшая Софроновская) — с севера её фланкирует новое здание Речного вокзала (1964), напротив которого в 1967—1977 годах был установлен памятник морякам Волжской военной флотилии, с востока — административное здание Горэнерго.

### Конец XX — начало XXI вв. Современный период
В 2004 году скульптор З. К. Церетели выполнил копию памятника Минину и Пожарскому И. П. Мартоса, и правительство Москвы подарило её Нижнему Новгороду. Тогда было принято решение разместить копию на площади перед храмом Рождества Иоанна Предтечи. Был выполнен комплексный проект благоустройства территории так называемой Скобы (арх. А. Гельфонд, Ю. Карцев, М. Дуцев). В ходе работ сложился новый ансамбль исторической территории древнего торга, которая позже получила новое название — Площадь Народного Единства.

## Площади и улицы

### Площади
- Площадь Народного Единства
- Благовещенская площадь (до революции — Нижняя Благовещенская)
- Площадь Маркина (до революции — Софроновская)
- Живоносновская площадь (сегодня — безымянная)

### Улицы
- Нижне-Волжская набережная
- Рождественская улица
- Суетинская улица
- Торговая улица
- Кожевенная улица (до революции — Верхняя Живоносновская улица)
- Широкая улица

### Переулки
- Переулок Вахитова (ранее — Троицкий съезд, Малый Ильинский съезд)
- Городецкий переулок
- Казарменный переулок
- Квасной переулок
- Кожевенный переулок
- Нагорный переулок
- Нежинский переулок
- Рыбный переулок

### Съезды
- Зеленский съезд
- Ивановский съезд
- Почтовый съезд
- Похвалинский съезд